# Округ Мејсон (Тексас)
Округ Мејсон (енгл. Mason County) је округ у америчкој савезној држави Тексас. По попису из 2010. године број становника је 4.012.

## Демографија
Према попису становништва из 2010. у округу је живело 4.012 становника, што је 274 (7,3%) становника више него 2000. године.
| Група             | 2000.         | 2010.         |
| Белци             | 2.912 (77,9%) | 3.092 (77,1%) |
| Афроамериканци    | 5 (0,1%)      | 18 (0,4%)     |
| Азијати           | 2 (0,1%)      | 7 (0,2%)      |
| Хиспаноамериканци | 783 (20,9%)   | 864 (21,5%)   |
| Укупно            | 3.738         | 4.012         |